# Adetus flavescens
Adetus flavescens là một loài bọ cánh cứng trong họ Cerambycidae.